# Església presbiteriana dels Estats Units

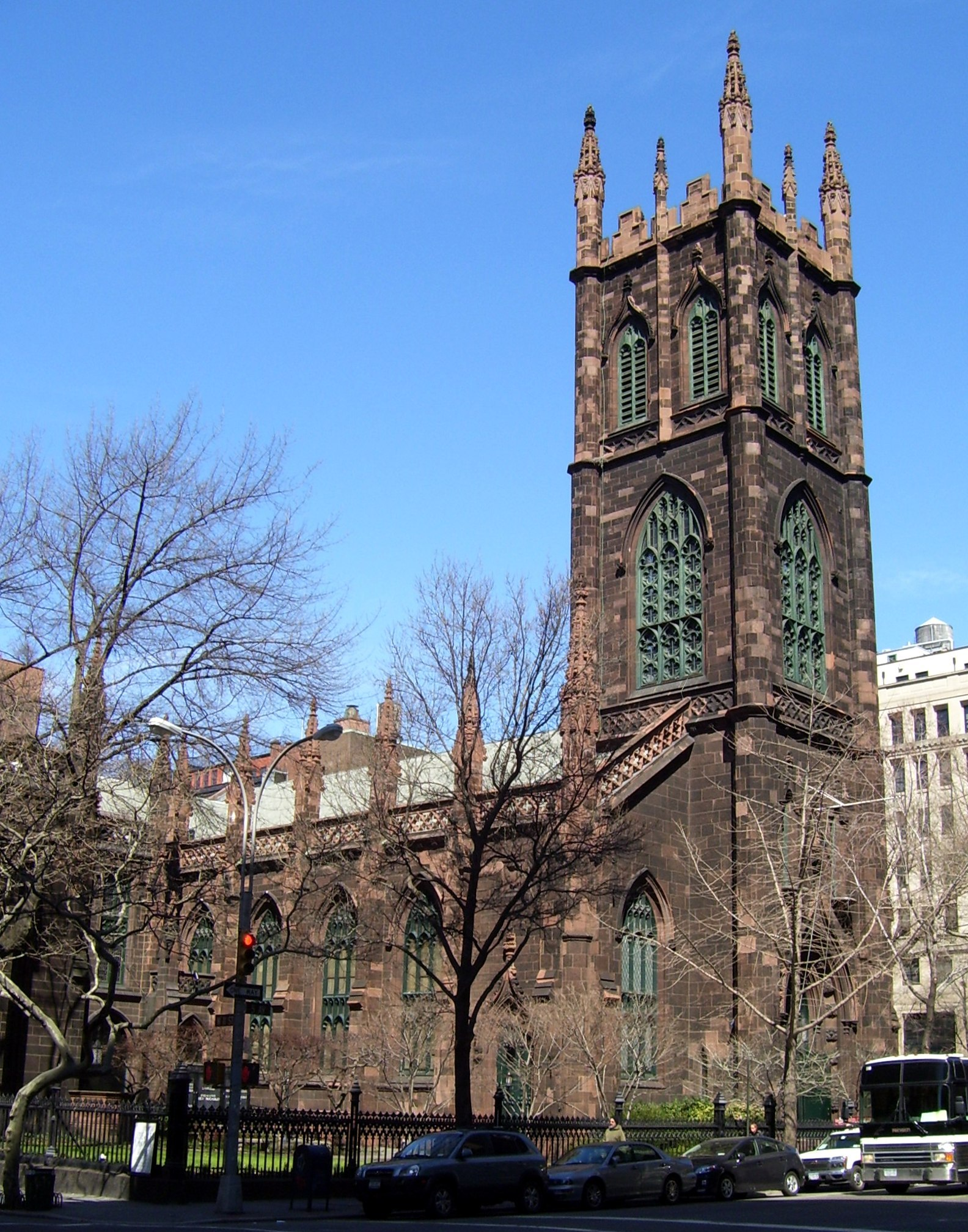
Església presbiteriana a Manhattan, Nova York.

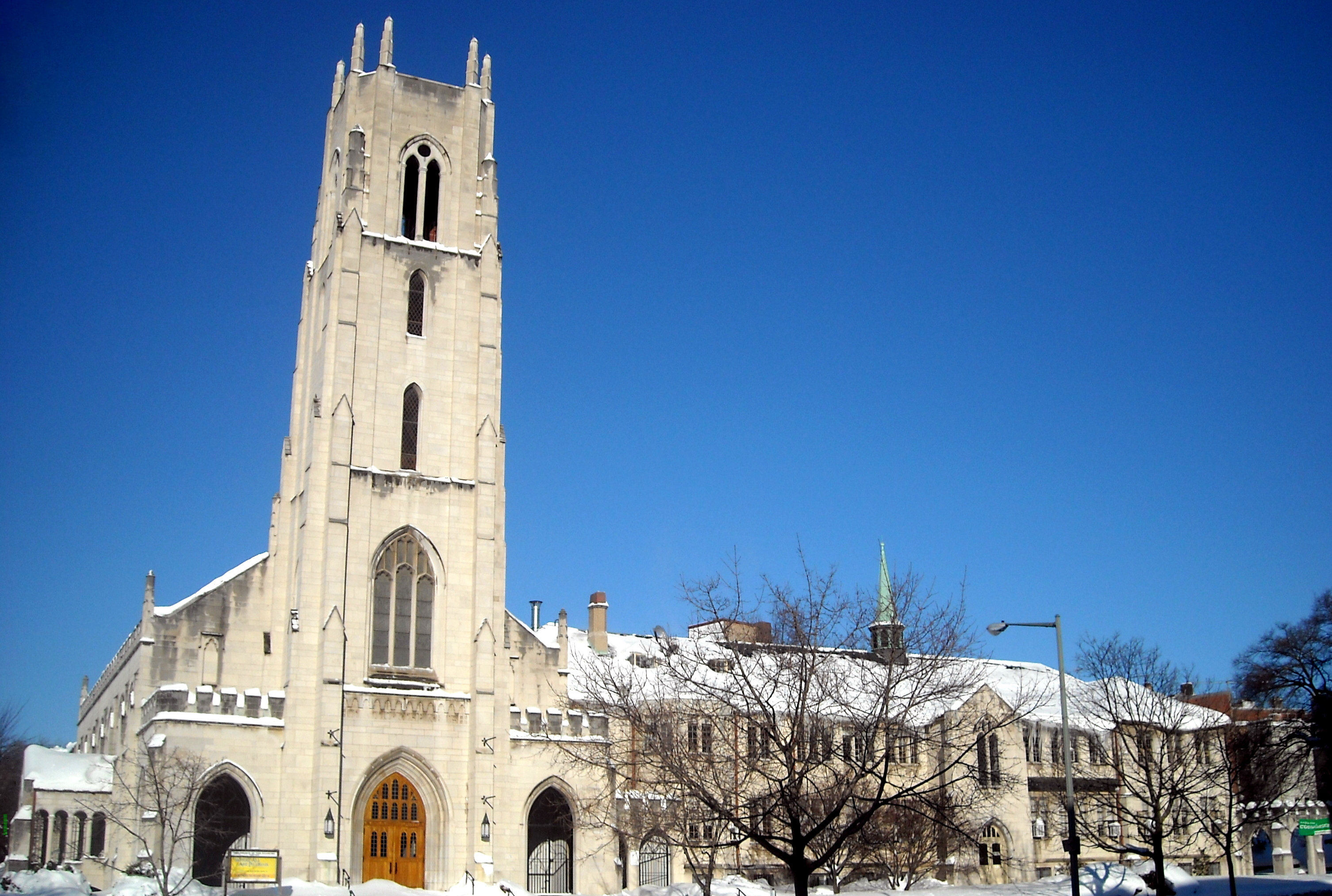
Església dels pelegrins (1928) a Washington DC.

L'Església presbiteriana dels Estats Units o (Presbyterian Church USA) és una denominació cristiana protestant presbiteriana dels Estats Units. És part de la tradició reformada i la major denominació presbiteriana del país, coneguda pel seu relatiu progressisme en la seva doctrina. Es va establir el 1983 mitjançant la unió de la Presbyterian Church in the United States, les esglésies de la qual es localitzaven principalment en el sud, i els estats fronterers de la Guerra civil americana, amb la United Presbyterian Church USA, les congregacions de la qual podien trobar-se en tots els estats de la unió. La denominació tenia el 2015 uns 1.572.660 membres actius i 20.077 ministres ordenats en 9.642 congregacions.

## Teologia
La seva teologia és una combinació de presbiterianisme de la vella escola, amb influències del moviment confessional, la neo-ortodoxia, l'ecumenisme, el neo-evangelisme, el cristianisme progressista, l'esquerra cristiana, el cristianisme feminista, i algunes influències de la teologia liberal.